# Raffray-Neuguinea-Nasenbeutler

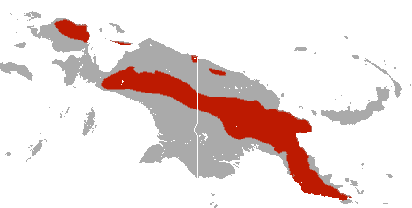
Das Verbreitungsgebiet des Raffray-Neuguinea-Nasenbeutlers

Der Raffray-Neuguinea-Nasenbeutler (Peroryctes raffrayana) ist eine Beuteltierart, die in Neuguinea weit verbreitet ist.

## Systematik und Verbreitung
Die Art wird in zwei Unterarten unterteilt. Die Nominatform, Peroryctes raffrayana raffrayana, kommt im neuguineischen Zentralgebirge, in Teilen des nördlichen Küstengebirges, im Norden der Vogelkop-Halbinsel und auf Yapen vor, Peroryctes raffrayana rothschildi lebt auf der Huon-Halbinsel im Nordosten von Neuguinea. Das Artepitheton ehrt den französischen Diplomaten, Entomologen und Forschungsreisenden Achille Raffray.

## Merkmale
Die Nominatform des Raffray-Neuguinea-Nasenbeutlers ist dunkelbraun, P. r. rothschildi eher rotbraun gefärbt. Das Bauchfell ist weiß und deutlich von der übrigen Färbung der Tiere abgesetzt. Der Schwanz ist dunkel und weitgehend haarlos. Die Ohren stehen deutlich hervor. Die Kopfrumpflänge liegt bei 27,5 bis 39 cm, dazu kommt ein 13,2 bis 18 cm langer Schwanz. Das Gewicht liegt zwischen 650 und 1100 g. Ausgewachsene Männchen sind etwa 20 % schwerer als die Weibchen. Jungtiere beider Unterarten sind rötlich gefärbt und werden mit zunehmendem Alter dunkler.

## Lebensweise
Die Tiere leben vor allem in ungestörten Primärwäldern in Höhen von 1000 bis 2000 Metern, kommen aber auch in älteren Sekundärwäldern und verwilderten Gärten vor, vereinzelt auch in Tieflandregenwäldern. In den Savannen am Fly fehlen sie. Auf der Huon-Halbinsel wurde P. r. rothschildi schon in einer Höhe von 3900 Metern nachgewiesen. Bäume sind dort nur sehr klein. Ansonsten ist die Vegetation von Heiden, Sträuchern, Baumfarnen und Tussokgräsern geprägt. Raffray-Neuguinea-Nasenbeutler sind dämmerungs- und nachtaktiv und in der Zeit zwischen 19:00 und 2:00 Uhr am meisten aktiv. Die Ernährung ist bisher nicht näher untersucht worden, wie andere Nasenbeutler ist der Raffray-Neuguinea-Nasenbeutler aber mit Sicherheit omnivor. Zu den Früchten, die von den Tieren gefressen werden, zählen Feigen und die der Schraubenbäume.

## Fortpflanzung
Das Weibchen mit Jungtieren im Beutel wurden bisher in den Monaten März, Juni, August, September, November und Dezember gefangen und untersucht. Wahrscheinlich gibt es keine spezielle Fortpflanzungszeit und die Tiere vermehren sich das ganze Jahr über. Der Beutel, der acht Zitzen enthält, öffnet sich nach hinten. Pro Wurf werden jedoch nur ein bis zwei Jungtiere geboren.

## Gefährdung
Die IUCN listet den Raffray-Neuguinea-Nasenbeutler wegen des weiten Verbreitungsgebietes als „ungefährdet“ (Least Concern). In einigen Gegenden wird die Art stark vom Menschen bejagt. Ob dies jedoch einen entscheidenden Einfluss auf den Bestand der Tiere hat, ist bisher nicht bekannt.